# Salvia sagittata
Salvia sagittata là một loài thực vật có hoa trong họ Hoa môi. Loài này được Ruiz & Pav. miêu tả khoa học đầu tiên năm 1798.

## Hình ảnh

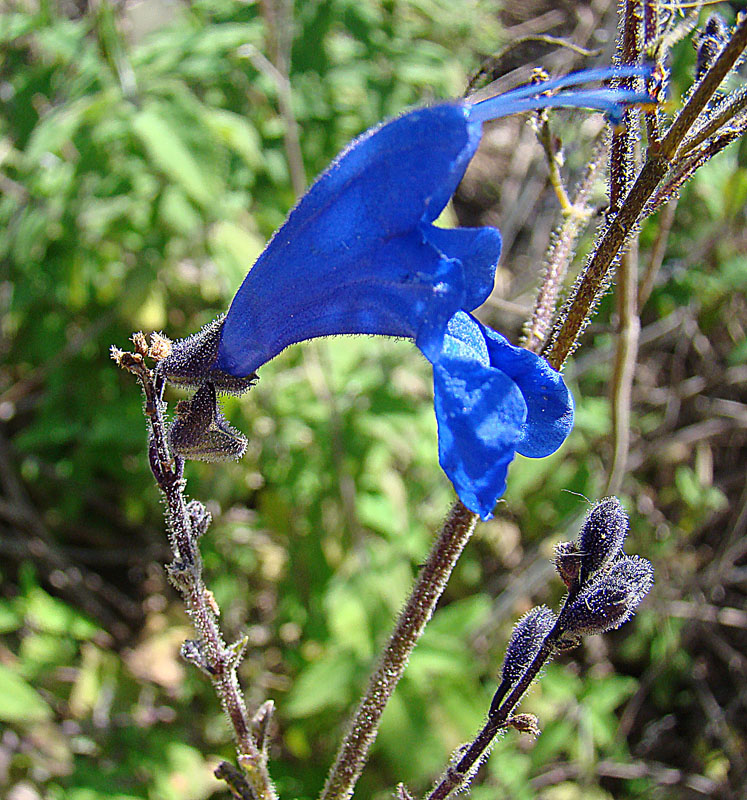